# Florida (staat)

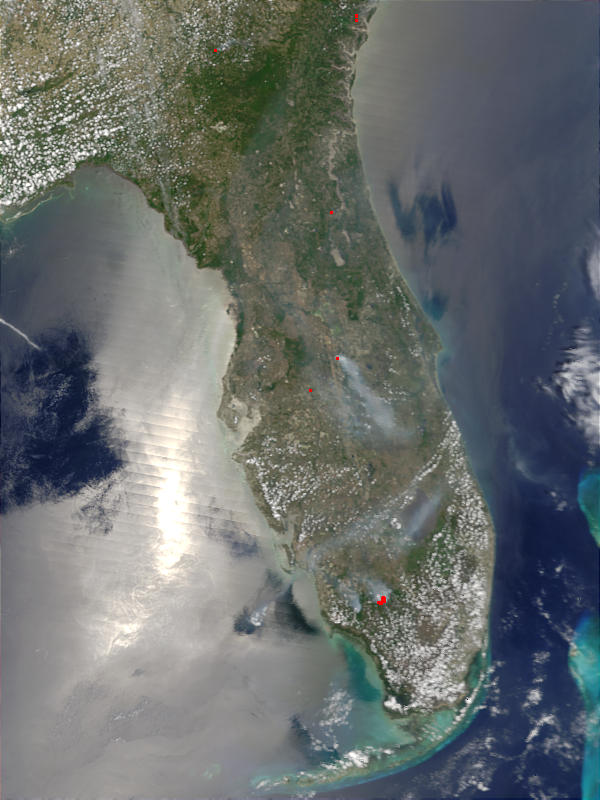
Florida, satellietfoto, rode punten zijn brandhaarden

Florida is een van de vijftig staten van de Verenigde Staten. Het ligt in het zuidoosten van het land en heeft een subtropisch klimaat. Veel gepensioneerde Amerikanen vestigen zich mede daarom in Florida en de bevolking groeit snel. Sinds 2014 is het de staat met op twee na meeste inwoners, na Californië en Texas.
De meest gesproken talen zijn Engels (Florida) en Spaans (Florida).

## Geografie
De Florida Panhandle in het westen grenst aan Alabama en Georgia en straalt meer de sfeer van de Zuidelijke Verenigde Staten uit dan de rest van de staat. De bevolking heeft tot tweemaal toe aansluiting gezocht bij Alabama. Het westen van de panhandle maakt onderdeel uit van de Gulf Coastal Plain. Langsheen de Apalachee Bay strekken zich de Gulf Coast Flatwoods uit. Op de grens met Georgia strekt zich het Okefenokeemoeras uit. Tussen Jacksonville en Orlando bevinden zich de Uplands. Onder Tampa strekken zich de Southwestern Flatwoods uit die door de Central Ridges worden gescheiden van de Everglades Headwaters ten zuiden van Orlando. In deze streek in centraal-Florida is er veel veeteelt op ranches. Het grootste meer van de staat is Okeechobeemeer. In het zuiden bevindt zich het moerasgebied van de Everglades. Tussen Miami en Key West strekken zich de Florida Keys uit.

### Plaatsen
Bekende plaatsen in Florida:
- de hoofdstad Tallahassee.
- Jacksonville, de grootste stad van de staat gemeten binnen de gemeentegrenzen.
- Miami, de grootste stad van de staat (gemeten naar de hele agglomeratie), zeer multicultureel met onder andere de op vijf na grootste stedelijke Joodse populatie ter wereld. Een derde van de bevolking is van Cubaanse afkomst en rond de tien procent is van westerse afkomst.
- Orlando, bekend om zijn pretparken (onder andere Walt Disney World Resort en Universal Orlando Resort).
- Daytona Beach, een vakantieplaats die erom bekendstaat populair te zijn voor de (seksuele) uitspattingen van jongeren tijdens hun voorjaarsvakantie (spring break), locatie van de Daytona International Speedway waar jaarlijks de belangrijkste NASCAR race wordt gehouden, ook heeft Daytona Beach enkele stranden waar auto's legaal over het strand mogen rijden.
- Tampa.

## Bezienswaardigheden
De Florida Keys, een groot aantal kleine eilandjes die maar net boven de zeespiegel uitsteken, strekken zich uit van Miami naar het zuidwesten. Kennedy Space Center en het nabijgelegen Cape Canaveral Air Force Station fungeren als lanceerbasis voor NASA, commerciële en militaire ruimtevaart. In de buurt van Orlando ligt het Walt Disney World Resort.

## Natuur
In het zuiden vindt men het Everglades National Park, een uitgestrekt natuurgebied. Hier leven de mississippialligator, de spitssnuitkrokodil en de floridapanter.
In de wateren van Florida leeft ook de grootste populatie zeekoeien. Dit komt doordat de wateren over het algemeen warm zijn. De populatie telt meer dan 3000 van deze met uitsterven bedreigde dieren. De Florida Keys zijn de boven water uitstekende delen van een koraalrif. Bij Key Largo bevindt zich sinds 1963 het John Pennekamp Coral Reef State Park, het eerste onderwaterpark van de Verenigde Staten.

## Geschiedenis

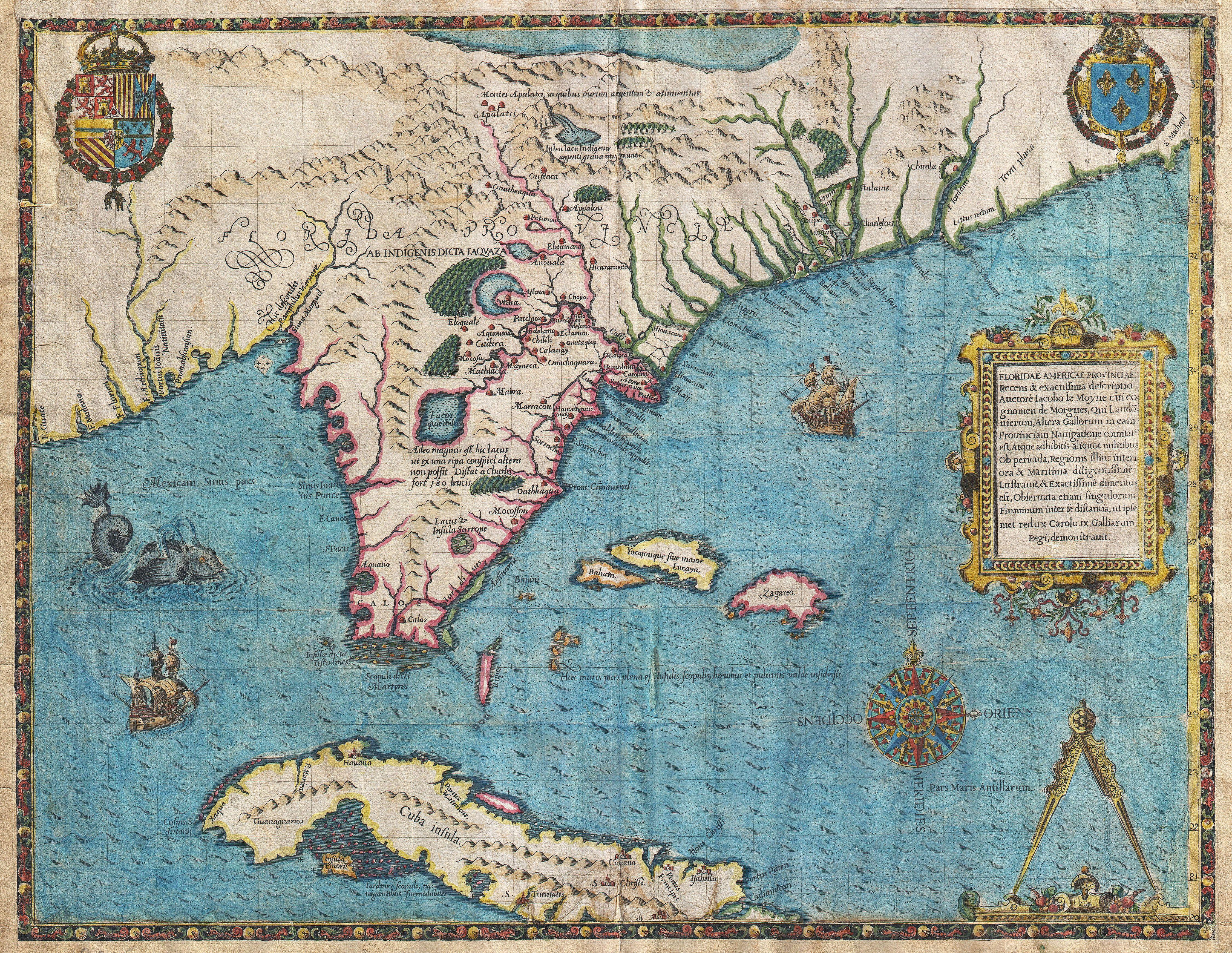
Florida op een kaart uit 1591

Florida werd op 2 april 1513 door Juan Ponce de León "ontdekt". Volgens een legende was hij op zoek naar de Fontein van de Eeuwige Jeugd. Hij noemde het gebied La Florida (De Bloemrijke). In het Engels verschoof de klemtoon van i naar o.  Later verkenden andere ontdekkingsreizigers het gebied. Onder anderen waren dat Pánfilo de Narváez – in 1528 – en Hernando de Soto tussen 1539 en 1542. 
Daarna hebben nog vele anderen Florida verder verkend. In 1556 stichtte Pedro Menéndez de Avilés St-Augustine, de oudste nog bestaande door Europese kolonisten gestichte permanente vestiging in de VS. Ze bouwden daar ook het Castillo de San Marcos, het oudste stenen fort van de VS. 
De Franse verkenning in het gebied begon in 1562, door de hugenoten onder kapitein Jean Ribault, een officier van admiraal Gaspard de Coligny.
Ribaults expeditie vertrok vanuit Frankrijk en leidde kortstondig tot de kolonie Frans Florida. Hij verkende de St. Johns Rivier ten noorden van St. Augustine.
In 1607 vestigden de Engelsen zich in Virginia. Daardoor werden de Spanjaarden naar het zuidoosten verdreven. Daarna trokken de Engelsen verder naar het zuiden en ten slotte moesten het de Spanjaarden in 1763 opgeven. De Engelsen verdeelden Florida in Oost- en West-Florida.
In 1783 viel het gebied weer in handen van de Spanjaarden, maar in 1819 werden de Spanjaarden door het Adams-Onísverdrag gedwongen Florida aan de V.S. te geven. Dat kwam doordat Andrew Jackson in 1818 Florida was binnengevallen. Daar was wel verzet tegen in het Amerikaans Congres. Senator John Randolph van Virginia noemde het een land van modder, muskieten, kikkers en alligators. Na de overdracht kwamen er veel blanken in Florida wonen, die problemen kregen met de Indianen. Daardoor begon de Seminolenoorlog die van 1835 tot 1842 duurde. In 1845 werd Florida de 27e staat van de V.S. Het grondgebied van Florida liep oorspronkelijk tot aan de Mississippi maar het westelijke deel werd aan de staten Alabama en Mississippi toegewezen.
Tijdens de burgeroorlog hoorde Florida bij het zuiden. Alleen de Florida Keys bleven in handen van de Noordelijke staten, zo ook de marinebasis in Key West en Fort Jefferson waar een militair hospitaal werd ingericht. Een poging van het Unieleger om de staat te veroveren en de slaven te bevrijden mislukte op 20 februari 1864 toen generaal Joseph Finegan de noordelijken versloeg in de Slag bij Olustee. Daarna bleef de staat tot het einde van de burgeroorlog in handen van de Confederatie.

### Opkomst van het toerisme

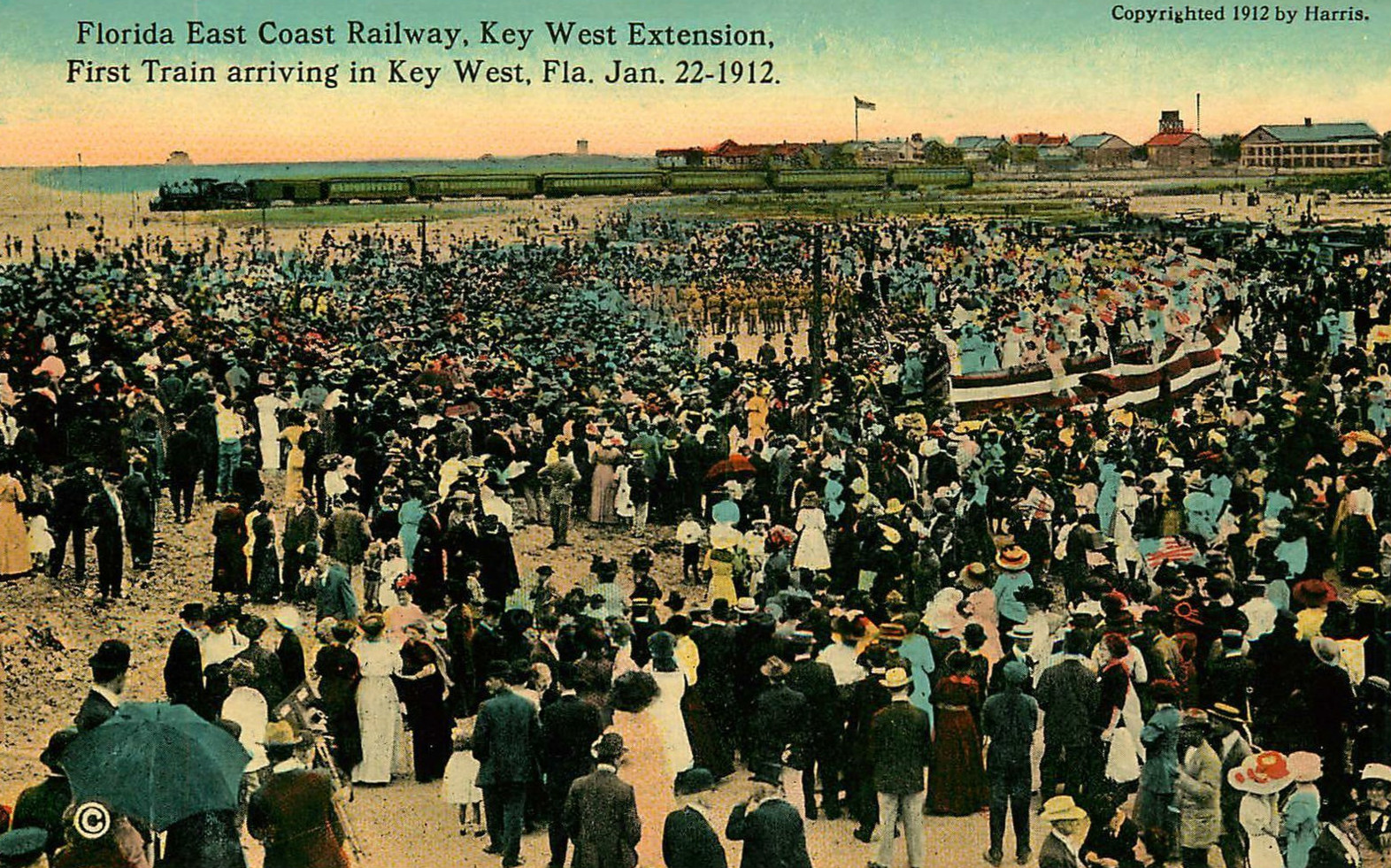
Aankomst van de eerste trein in Key West in 1912

Eind negentiende eeuw kwam Henry Flagler in de staat wonen. Hij was samen met zijn compagnon John D. Rockefeller rijk geworden door hun bedrijf Standard Oil. Hij zou persoonlijk een groot stempel op de staat drukken. In St. Augustine bouwde hij het Ponce de Leon Hotel en om de staat beter bereikbaar te maken kocht hij langs de oostkust bestaande spoorwegen op, moderniseerde deze en bouwde zo de Florida East Coast Railway van Jacksonville tot aan Miami. Miami was toen nog een onbeduidend dorp maar Flagler had de visie om een nieuwe Rivièra te creëren en bouwde langs de kust hotels. Het dorp zou na verloop van tijd uitgroeien tot een metropool. Uiteindelijk liet hij de spoorlijn doortrekken over bruggen naar de Florida Keys, de zogenaamde Overseas Railroad. Dit laatste stuk spoorlijn werd deels vernietigd in een orkaan in 1935 maar veel van de bruggen zouden later als fundament worden gebruikt voor de Overseas Highway.
Zo werd Florida begin 20e eeuw een welvarende staat. In de jaren 20 ontstond een vastgoedhausse die de Florida land boom zou gaan heten. Ook had de Amerikaanse filmindustrie plannen om naar Florida te verhuizen vanwege het daglicht. Twee orkanen en de crisis van de jaren 30 brachten deze hausse tot een einde en de filmindustrie koos voor het Californische Hollywood. De economie zou hier tot aan de Tweede Wereldoorlog niet meer bovenop komen.

### Na de oorlog
Na de oorlog werd de staat een geliefde plek voor gepensioneerden vanwege het aangename klimaat. In 1962 werd, in het kader van de ruimtewedloop met de Sovjet-Unie, het Kennedy Space Center opgericht. Eerst nog met de naam Launch Operations Center. Vanaf hier werd in 1969 de Apollo 11 gelanceerd die de eerste mens op de maan zou zetten. 
In 1959 kwam in Cuba Fidel Castro aan de macht, waarna het land communistisch werd. Hierop kwam een grote stroom vluchtelingen op gang waarvan de meesten zich in de omgeving van Miami vestigden. Er zouden later nog meer golven van Cubaanse vluchtelingen volgen waardoor in Miami een grote Cubaanse gemeenschap ontstond.
In de jaren zeventig en tachtig werd de Miami Drug War uitgevochten, tussen het Medellínkartel, verschillende kleinere bendes en de Amerikaanse justitie. In 1992 veroorzaakte de orkaan Andrew enorme schade in Florida. Er vielen veel doden en 160.000 mensen raakten dakloos.
Aan het eind van de Amerikaanse presidentsverkiezingen van 2000 waren alle ogen op Florida gericht doordat de uitslag in een aantal counties werd aangevochten. Dit kwam onder andere door onduidelijke stembiljetten en verwarring bij de tellingen. Na meerdere rechtszaken werd George W. Bush als winnaar aangewezen.
In maart 2022 is in Florida House Bill 1557, genaamd Parental Rights in Education Act, en bijgenaamd de Don't Say Gay wet, aangenomen. Deze verbiedt dat op basisscholen lessen over seksuele geaardheid of genderidentiteit gegeven worden aan kinderen tot en met de derde klas (dit is ongeveer tot en met een leeftijd van 9 jaar), en ook dergelijke lessen in hogere klassen als deze niet passen bij de leeftijd of de ontwikkeling van de leerlingen. Het pretpark Disney, dat bezwaar maakte tegen de wet, werd door het parlement gestraft met het intrekken van voorrechten, die het bedrijf al sinds de vestiging in Florida genoot, zie Reedy Creek Improvement District.

## Bestuurlijke indeling
Florida is verdeeld in 67 county's.

## Politiek

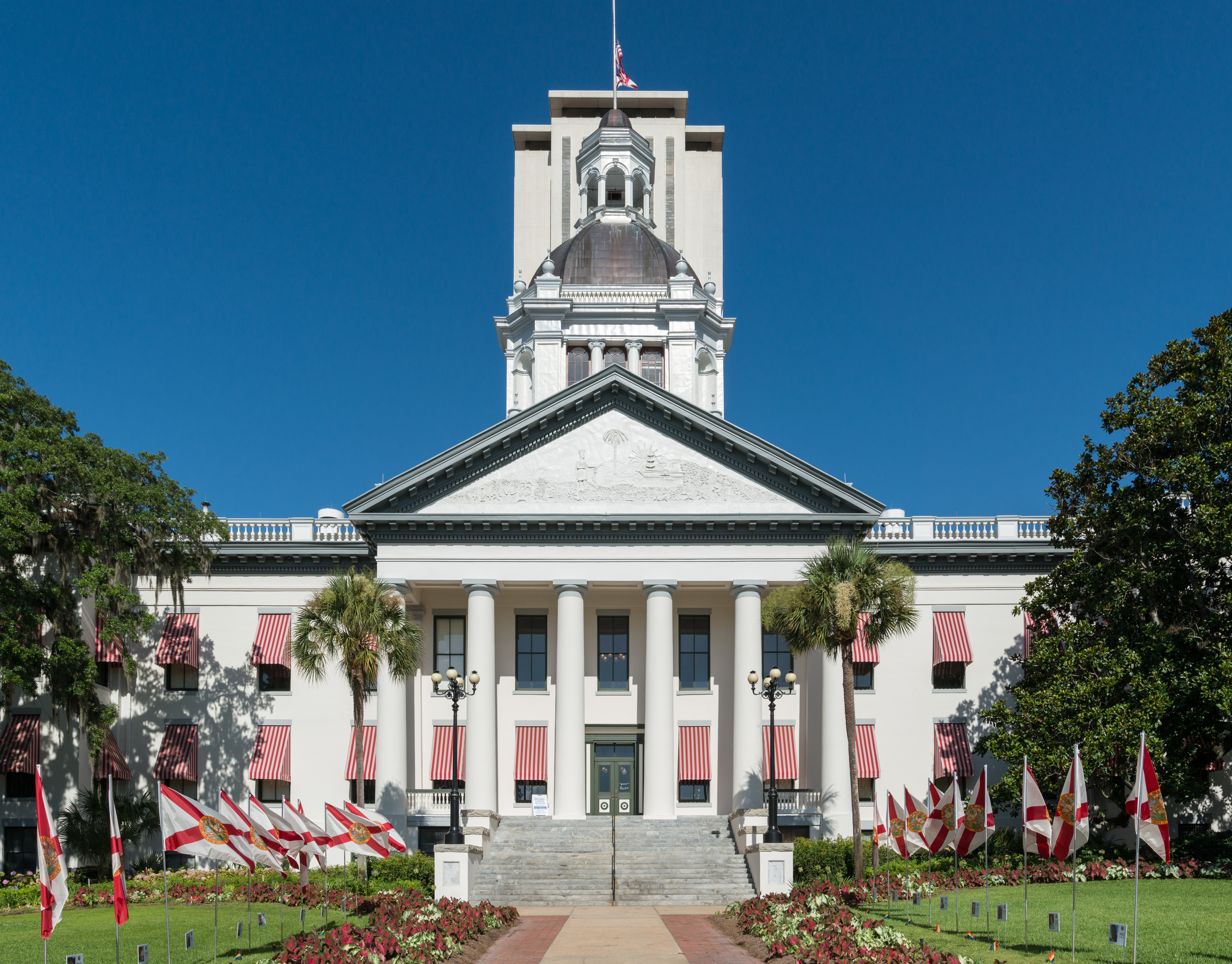
Het Florida State Capitol. Op de voorgrond het oude gebouw uit 1845 en op de achtergrond het huidige gebouw uit de jaren zeventig.

Aan het hoofd van de uitvoerende macht van de staat staat een gouverneur, die direct gekozen wordt door de kiesgerechtigden in de staat. De gouverneursverkiezing van 2018 werd gewonnen door Ron DeSantis van de Republikeinse Partij. Hij trad in januari 2019 aan als gouverneur van Florida.
De wetgevende macht bestaat uit het Huis van Afgevaardigden van Florida (Florida House of Representatives) met 120 leden en de Senaat van Florida (Florida Senate) met 40 leden.
Florida kent uitsluiting van het stemrecht voor het leven bij een strafrechtelijke veroordeling. Deze wet werd ingevoerd in 1868, kort na de afschaffing van de slavernij, om zo veel mogelijk Afro-Amerikanen weg te houden uit het kieslokaal. In de praktijk heeft door deze wet een derde van de zwarte bevolking van de staat geen kiesrecht. Deze regel geldt in nog zes Amerikaanse staten.
Zoals elke staat wordt ook Florida in de Amerikaanse Senaat vertegenwoordigd door twee senatoren. Een van hen komt uit klasse 1, de ander uit klasse 3.